# Birgit Frohriep
Birgit Frohriep (* in den 1950er-Jahren in der DDR) ist eine deutsche ehemalige Schauspielerin und Hörspielsprecherin.

## Leben
Birgit Frohriep wuchs in der DDR auf.
Nach ihrem Schulabschluss absolvierte sie ihre professionelle Schauspielausbildung in den 1970er-Jahren in Ost-Berlin. Sie wirkte von 1977 bis 1997 als Schauspielerin vor der Kamera in mehr als 20 Film-und-Fernsehproduktionen mit, dabei vorwiegend in einer Nebenrolle.
Hauptsächlich war sie aber im Bereich Hörspiel tätig. Die ARD-Hörspieldatenbank enthält (Stand: Mai 2024) für den Zeitraum von 1977 bis 1997 insgesamt 80 Datensätze, bei denen Birgit Frohriep als Mitwirkende, davon 78 als Sprecherin, geführt wird.
Frohriep war auch gelegentlich als Synchronsprecherin tätig.

## Filmografie (Auswahl)
- 1977: Cyankali
- 1981: Unser kurzes Leben
- 1981: Feuerdrachen
- 1981: Der ungebetene Gast (TV-Zweiteiler)
- 1983: Polizeiruf 110: Eine nette Person
- 1983: Pianke
- 1983: Unser bester Mann
- 1983: Polizeiruf 110: Schnelles Geld
- 1983: Der Staatsanwalt hat das Wort: Zur Kasse, bitte! (TV-Reihe)
- 1984: Familie intakt (Miniserie)
- 1984: Schauspielereien (Fernsehserien, 2 Folgen)
- 1985: Die Leute von Züderow (Miniserie)
- 1986: König Karl
- 1986: Polizeiruf 110: Gier
- 1986: Epizod Berlin-West
- 1986: Der Staatsanwalt hat das Wort: Schuldkonto (TV-Reihe)
- 1987: Leute sind auch nur Menschen (Fernsehserie, 2 Folgen)
- 1987: Der Staatsanwalt hat das Wort: Himmelblau oder Hans im Glück (TV-Reihe)
- 1988: Der Staatsanwalt hat das Wort: Wo mich keiner kennt (TV-Reihe)
- 1989: Polizeiruf 110: Gestohlenes Glück
- 1989: Polizeiruf 110: Drei Flaschen Tokajer
- 1990: Klein, aber Charlotte (Miniserie)
- 1995: Polizeiruf 110: Taxi zur Bank
- 1997: Balko (Fernsehserie, 1 Folge)